# Чекригін Василь Миколайович
Василь Миколайович Чекригін (6 [18] січня 1897 року, Жиздра, Калузької губернії, Російська імперія — 3 липня 1922 року, станція Мамонтовка,Московської області, РСФРР ) — український живописець, графік, один із засновників та найяскравіших митців художнього об'єднання «Маковець».

## Біографія та творчість
Дитинство пройшло у Києві. Вчився в іконописній школі у Києво-Печерській лаврі и чотирьох класному міському училищі (термін навчання 6 років). 
13-ти років вступає у Московське училище живопису, скульптури та зодчества (МУЖСЗ). В 1913 році знайомиться з Володимиром Маяковським, Давидом Бурлюком, Львом Шехтелем (Жегіним). Чекригін майже увесь час мешкав в домі архитектора Ф. О. Шехтеля тому що був близьким другом Л. Жегіна, сина архітектора.
Влітку він повертався до Києва, де жила його родина. Друг Чекригіна з часів навчання в іконописній майстерні Лаври, Климентій Редько пригадував, як невтомно, щоденно працював Василь у маленькій кімнаті бідної квартири, де він мешкав з мамою, молодшими братами і сестрою. Тоді головним сюжетом його полотен був вершник на коні, з довгим списом, спрямованим на змія. Зрозуміло, вершник був св.Георгієм, символом перемоги світла над пітьмою. 
Вже на той час Редько відчував, наскільки непересічною людиною був Чекригін. Те, що він писав на початку своєї діяльності, вже знаходило прихильників та поціновувачів у Москві, де на перших шпальтах газет друкувалися фотографії з його робіт. Крім того, він писав й вірші, вчився грати на скрипці. (Климент Редько. Дневники. Воспоминания. Статьи..., с.24-25).
Першим проілюстрував та надрукував в техніці літографії твори В. Маяковського.
Взимку 1913-14 рр. виставив кілька своїх новаторських робіт на 35-у (Ювілейну) виставку МУЖСЗ. Був скандал та позбавлення стипендії на рік. Це змусило Чекригіна припинити навчання. 
Після того, як він залишив МУЖСЗ, Чекригін примає участь у виставці «№ 4», організованою М.Ларіоновим. 
Подорожує Європою. 
Повернувшись з подорожі, потрапляє на фронт. Як солдат кулеметної бригади бере участь в боях під Двінськом. 
У 1918 входить до складу Комісії зі збереження художніх цінностей.
На початку 1920-х років творчість митця розквітає повною мірою. Він створює кілька графічних циклів: "Розстріл" (1920), "Божевільні" (1921), "Голод у Поволжі) (1922) та "Воскресіння померлих" (1921-22).
Бере активну участь в організації спілки художників і поетів "Мистецтво-життя" та в написанні маніфесту цієї спілки 
("Маківець").
Серед теоретичних робіт Чекригіна найвідоміша "Про Собор ВІдроджувального музею" (1921), яка присвячена пам'яті філософа Миколи Федорова.
Творчий та життєвий шлях художника завершився надто рано. У 25 років Чекригін трагічно загинув, потрапивши під потяг.